# Kriengsak Nukulsompratana
Kriengsak Nukulsompratana (Bangkok, 15 giugno 1948) è un ex calciatore thailandese di ruolo attaccante.

## Carriera
Con la Nazionale thailandese ha partecipato alle Olimpiadi del 1968.